# 粘毛杜鹃
粘毛杜鹃（学名：Rhododendron glischrum）为杜鹃花科杜鹃花属下的一个种。

## 扩展阅读
- 維基物種上的相關：粘毛杜鹃